# 弗里达 (2024年电影)
《弗里达》（英語：Frida）是一部2024年在美国上映的紀錄片，由卡拉·古铁雷斯（[Carla Gutierrez] 错误：{{Lang}}：缺少语言标签（帮助））执导，讲述了墨西哥画家弗里达·卡罗的生平。该片是古铁雷斯的處女作，於2024年圣丹斯电影节首映，获得了美国纪录片乔纳森·奥本海姆剪辑奖（U.S. Documentary Jonathan Oppenheim Editing Award）。

## 创作灵感
本片根据弗里达·卡罗的著作和访谈，以第一人稱讲述她的人生和职业历程。片中描述了许多她一生中的关键时刻，例如她坐有軌電車时遭遇的事故，与墨西哥画家迭戈·里韋拉之间复杂的关系，在纽约和底特律等地的生活，以及她与俄罗斯革命家列夫·托洛茨基之间的恋情等。片中丰富动画和音效设计生动地描绘卡罗复杂的心理，观众可以直观感受到她的想法。通過大量与卡罗相关的档案资料（如她的作品和與愛人來往的信件）对其一生进行了回顾。

## 制作
在构思《弗里达》之前，古铁雷斯就開始注意到这位墨西哥画家大量的作品，但是當時还没有一部以她的视角出发之电影。于是她找到电影《鲁斯·巴德·金斯伯格》和《朱丽娅》的导演朱莉·科恩（[Julie Cohen] 错误：{{Lang}}：缺少语言标签（帮助））和贝茨西·韦斯特，请他们指点如何拍摄一部关于女性偶像的紀錄片。尽管一些电影制片厂并不看好拍摄一部纯西班牙语电影的前景，尤其是影片的一些实验性元素，但最终还是有几家发行商接受了古铁雷斯的构想：一部以卡罗亲述为视角的纪录片。
該部影片采用许多方式呈现，例如配音、动画和修复的旧资料等。费尔南达·埃切瓦里亚（[Fernanda Echevarría] 错误：{{Lang}}：缺少语言标签（帮助））讀出卡罗寫的文本，古铁雷斯与墨西哥的几位动画师合作，为影片的声音增添与之对应的视觉效果。为了塑造卡罗的生活和职业生涯，古铁雷斯参考美国历史学家海登·赫拉拉於1983年出版的《弗里达: 弗里达·卡罗传》和导演卡伦·克罗米（[Karen Crommie] 错误：{{Lang}}：缺少语言标签（帮助））和大卫·克罗米（[David Crommie] 错误：{{Lang}}：缺少语言标签（帮助））1976年的短片《弗里达·卡罗的生与死》（[The Life and Death of Frida Kahlo] 错误：{{Lang}}：缺少语言标签（帮助））。经過许可，古铁雷斯获得赫拉拉的各种紀录、文字和其他原始资料，这些研究资料曾用于她的著作。
除了赫拉拉本人的研究之外，《弗里达》中使用的的档案资料还包括胡佛研究所圖書檔案館的藏品。影片中使用的许多镜头，特别是在卡罗故居蓝屋拍摄的镜头，都是由美国摄影师伊万·海斯勒（[Ivan Heisler] 错误：{{Lang}}：缺少语言标签（帮助））所拍摄的，他还设法拍到了卡罗与托洛茨基热情相遇的镜头。为了能在圣丹斯电影节上放映，胡佛研究所将他们的短片重新修复到4K畫質，以便为古铁雷斯提供最佳的质量。此外，影片还使用了贝特拉姆·沃尔夫的文件，他是美国共产主义者，也是里韋拉的朋友，他个人持有许多卡罗和里韋拉的照片，其中几张在影片中出現。

## 团队

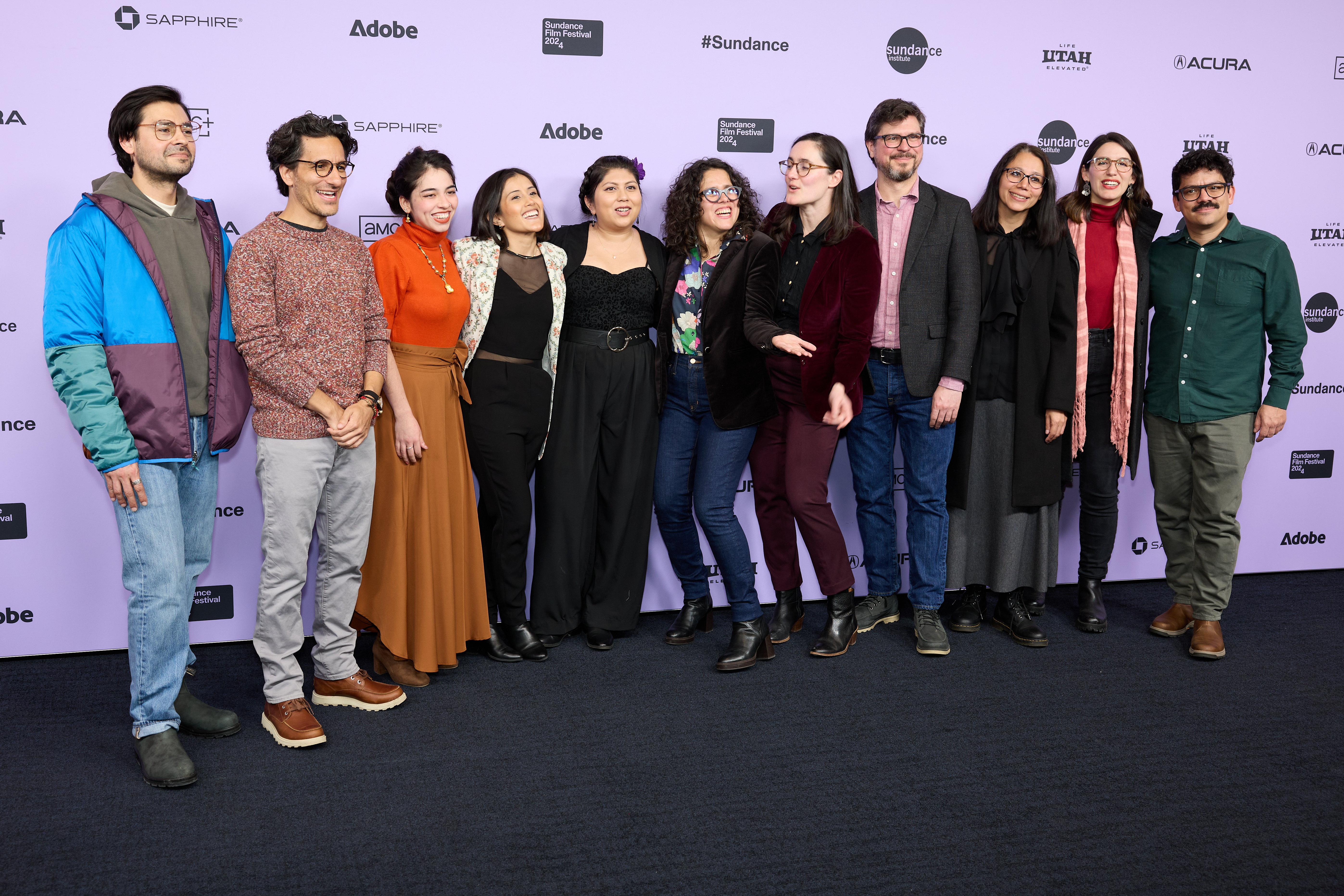
2024年1月18日，制作团队在第40届圣丹斯电影节首映式上观看《弗里达》

古铁雷斯导演本片并亲自对影片进行了大量剪辑。除此之外，一个由音效设计师和動畫師组成的制作团队让本片的呈现更加多彩。

## 评价
在犹他州帕克城圣丹斯电影节上观看过《弗里达》的许多影评人认为：这部纪录片雄心勃勃，试图以准确而新颖的方式描述卡罗的人生和职业历程。但对于古铁雷斯独特的制作以及她选择卡罗的突出生活要点是否有效，影评人褒贬不一。具体来说，选择动画卡罗的一些自画像似乎引起了争议。但在一些影评人看来：该片对卡罗的故事和她大量作品卓越贡献的捕捉，以及独具匠心的制作，都是该片的优势。在影评网站爛番茄上，该片的评分为90%，平均分为7.5/10，普遍认为：「《弗里达》用卡罗的视角讲述了一个引人入胜的故事，对于想了解卡罗的观众还是她的忠实粉丝来说，这都是一部不错的纪录片。」
《荷里活報道》的雪莉·林登认为：「这部影片用新颖的方式展现了这位画家的魅力。」
《艺术新闻》的马克西米利亚诺·杜隆写道：「这部影片讲述的故事与之前关于卡罗的影片如出一辙，除了一些制作普通的卡罗画作的动画之外，并没有什么创新。」但杜隆同时认为：「该片对文字资料的重视胜于其他同主题影片，是有积极意义的。」此外，杜隆还认为该片需要更多描写卡罗的政治生活，例如该片对卡罗的共产主义信仰和墨西哥革命缺乏评论，对她与托洛茨基关系的叙述同样不足。
《IndieWire》的克里斯蒂安·齐尔科虽然称赞了这部电影的功绩，但也认为这部影片对画作的动态演示虽然栩栩如生，但也减弱了观众对画作的原始感受。
《奧斯汀紀事報》的奥斯汀·惠特克认为：与过去描绘卡罗的作品相比，这部影片并不出色，而且一些原始资料在影片也并不合适。

## 製作人照片

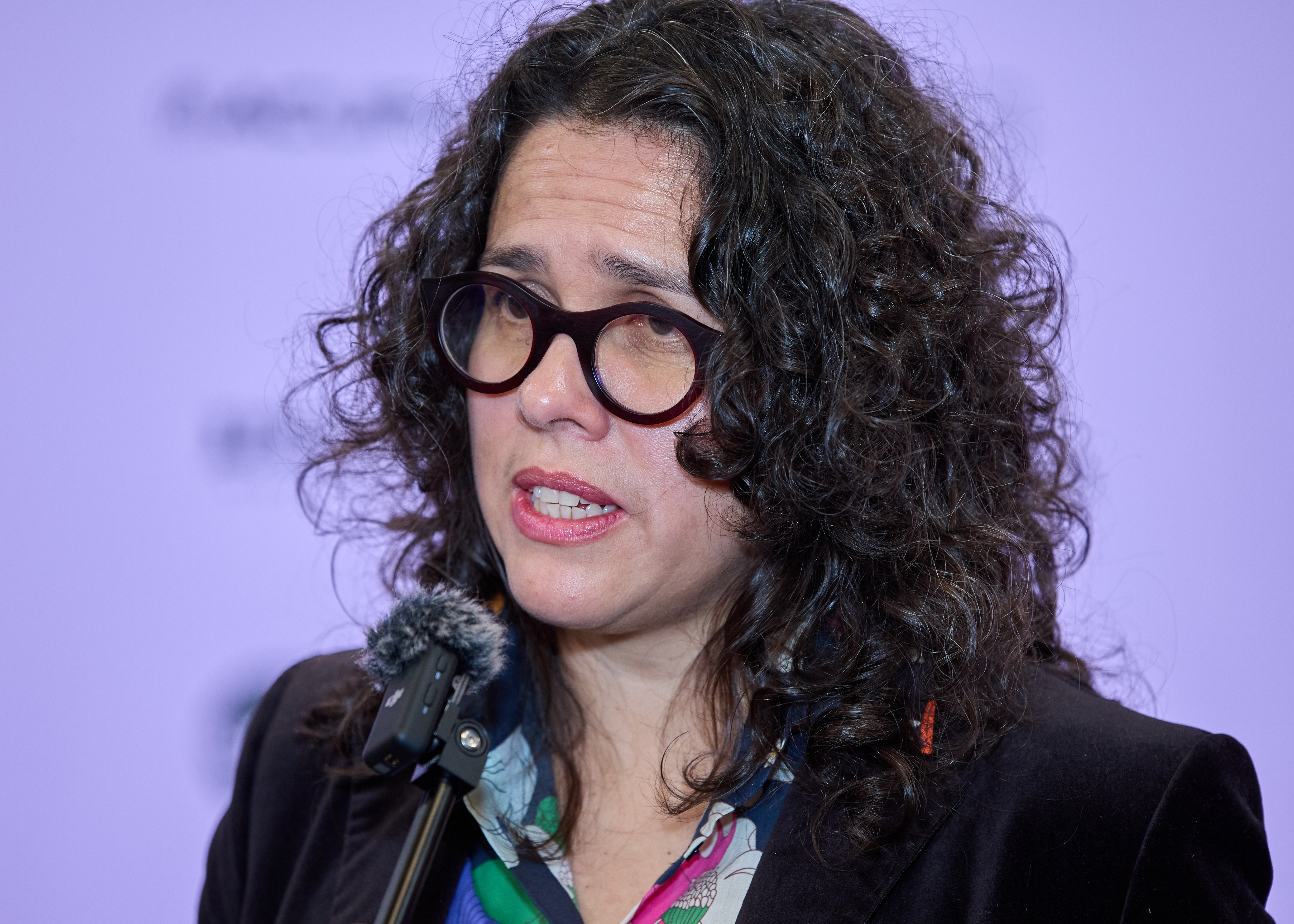
卡拉·古铁雷斯（[Carla Gutierrez] 错误：{{Lang}}：缺少语言标签（帮助））
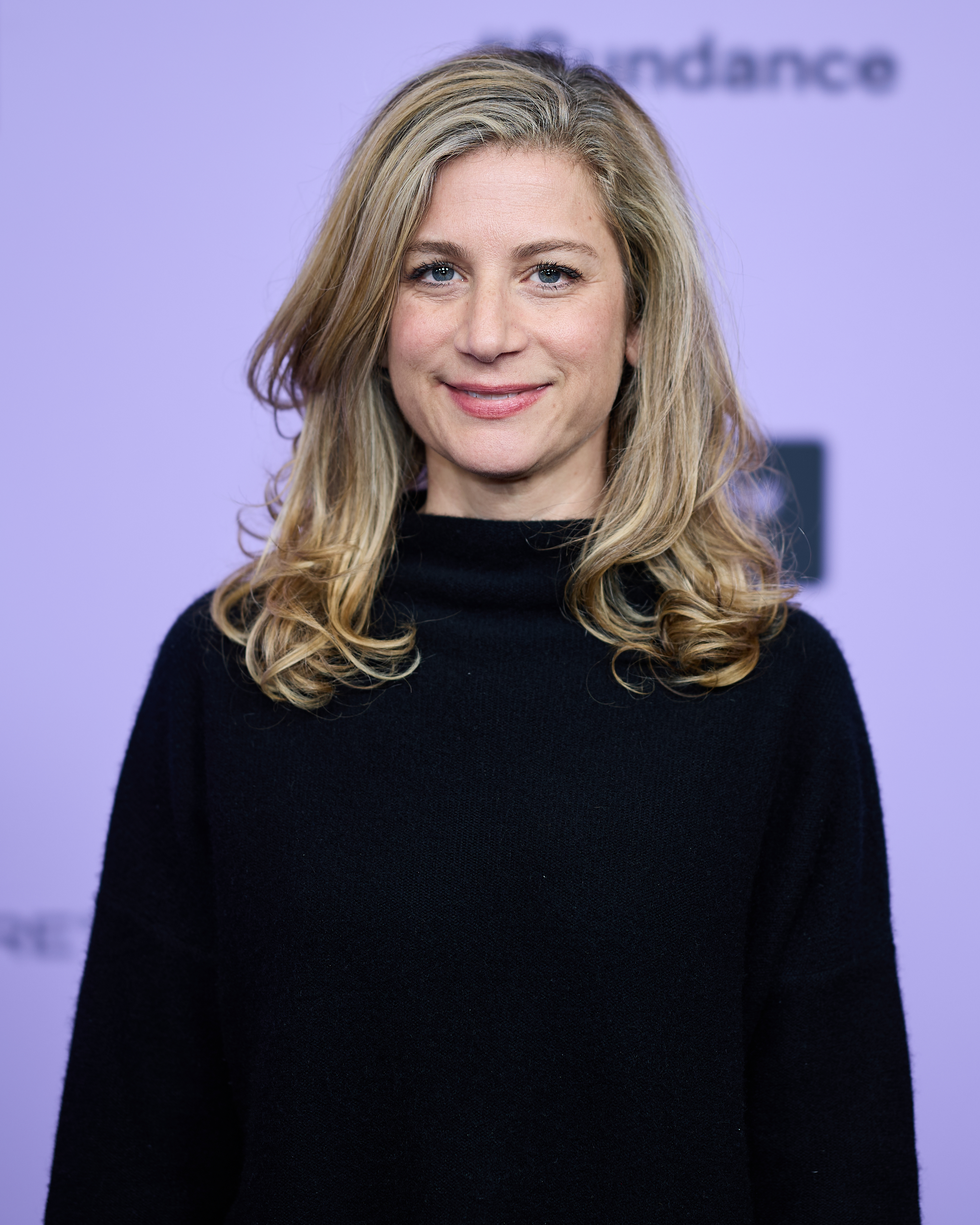
萨拉·伯恩斯坦（[Sara Bernstein] 错误：{{Lang}}：缺少语言标签（帮助））
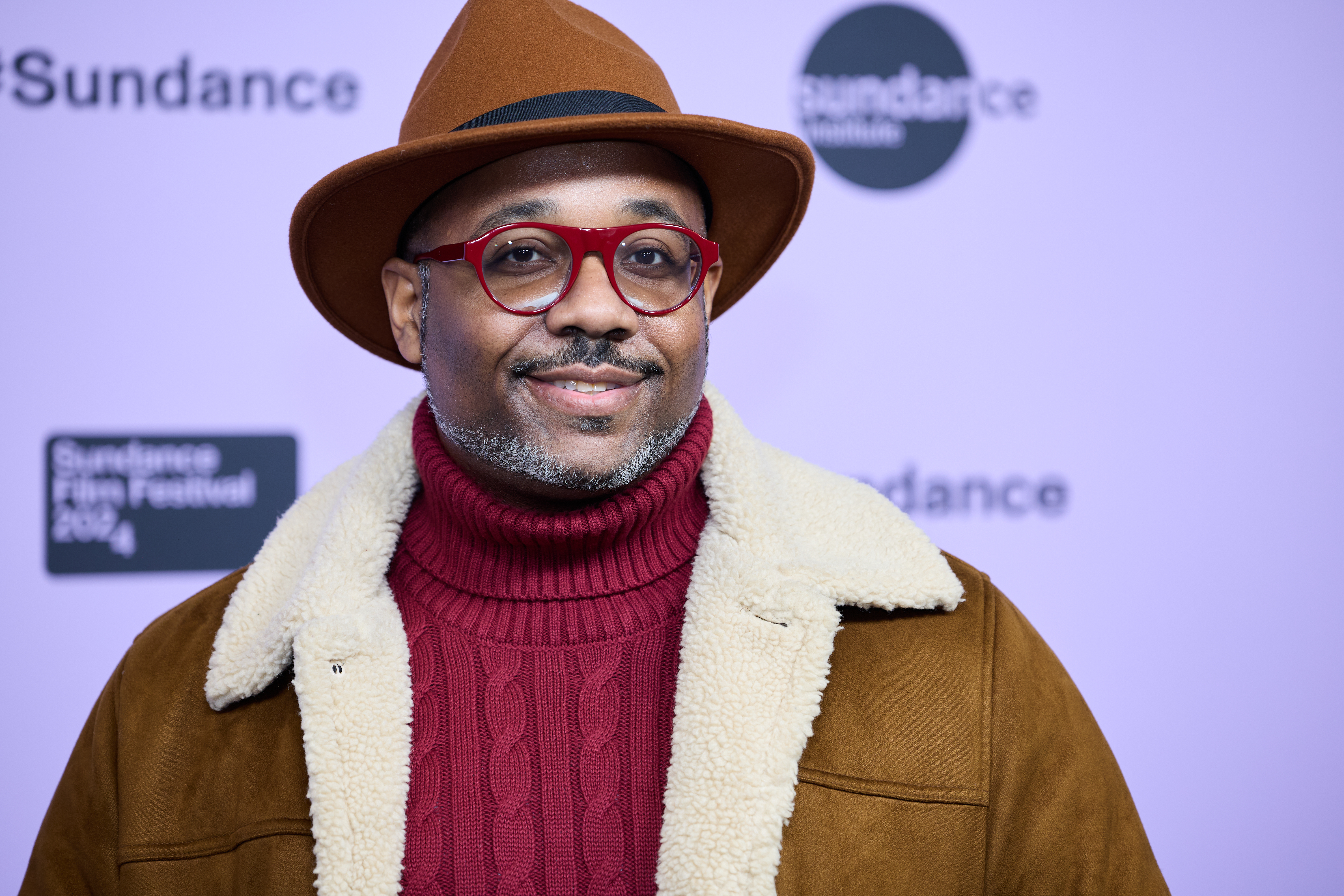
洛伦·汉蒙兹（[Loren Hammonds] 错误：{{Lang}}：缺少语言标签（帮助））
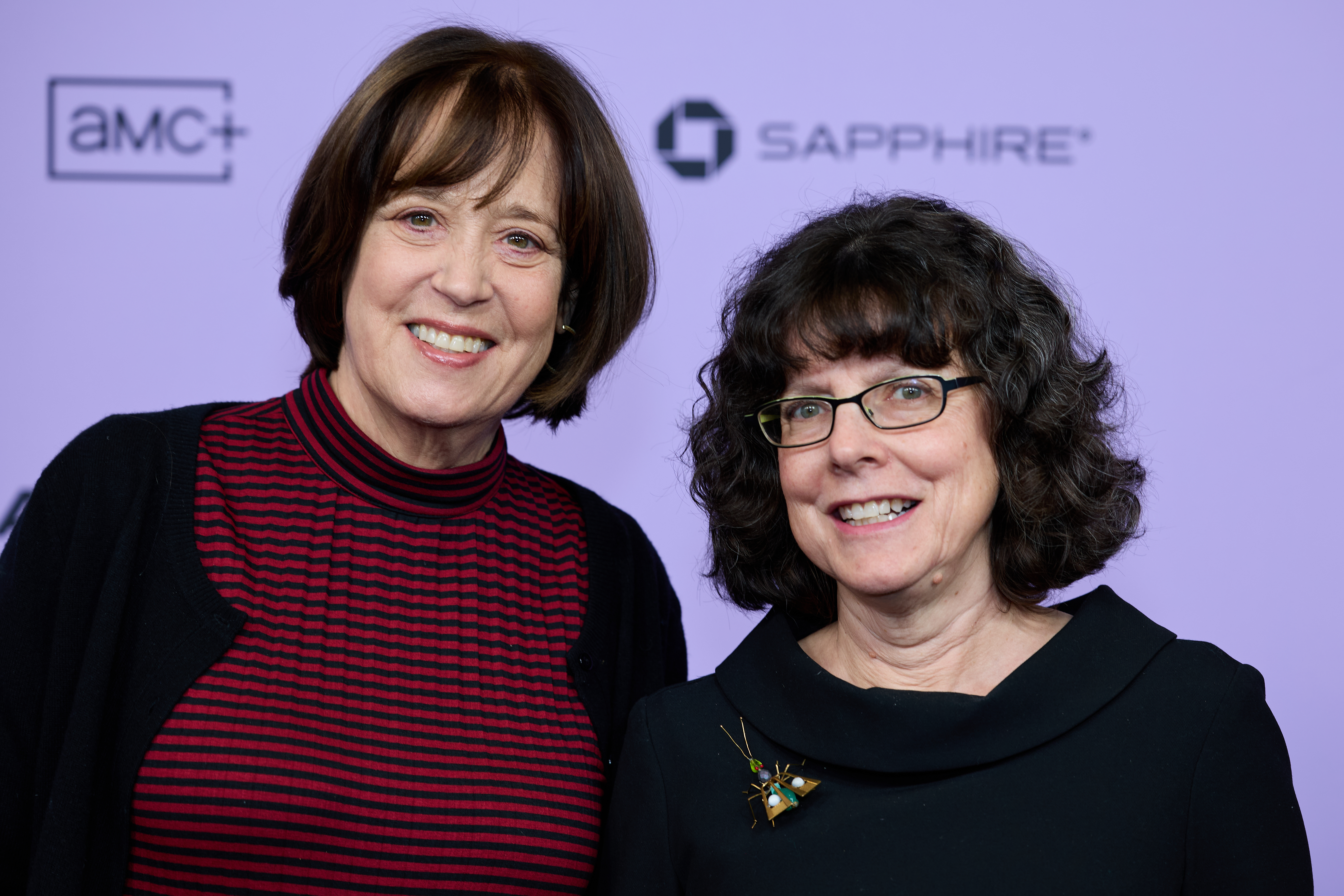
贝茨西·韦斯特（英语：Betsy West）和朱莉·科恩（[Julie Cohen] 错误：{{Lang}}：缺少语言标签（帮助））
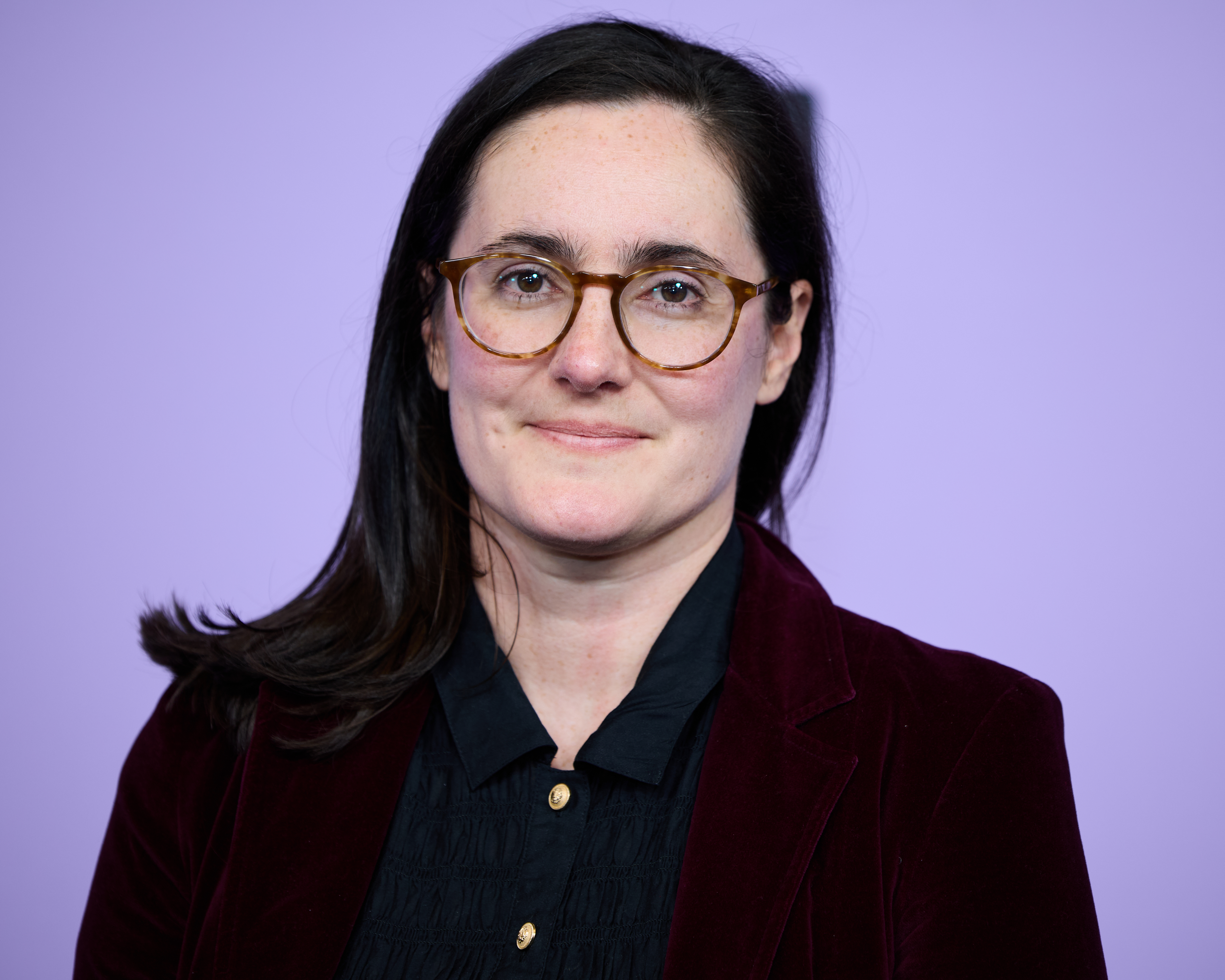
卡蒂亚·马奎尔（[Katia Maguire] 错误：{{Lang}}：缺少语言标签（帮助））